# Saba Qom Football Club
Il Saba Qom Football Club (pers. باشگاه فوتبال صبای قم), noto in precedenza come Saba Battery , è stato una società calcistica iraniana di Teheran.
Ha militato nella massima serie del campionato iraniano di calcio e ha vinto una Coppa d'Iran e una Supercoppa d'Iran.

## Storia
Fondata nel 2002, era di proprietà della Saba Battery Co, che ha sede a Robat Karim. Nel 2008 la sede del club fu spostata a Qom, anche se la squadra risultava ufficialmente una compagine di Teheran. Era una delle società più ricche e organizzate del paese. Condivideva la sponsorizzazione e la denominazione Saba Battery con una delle compagini di basket più forti del paese.
Il 22 ottobre 2018 il club è stato sciolto.

## Palmarès

### Competizioni nazionali
- Coppa d'Iran: 1

2004-2005
- Supercoppa d'Iran: 1

2005
- Lega Azadegan: 1

2003-2004

### Altri piazzamenti
- Campionato iraniano:

Terzo posto: 2007-2008
- Coppa dell'Iran:

Finalista: 2006-2007
Semifinalista: 2005-2006, 2008-2009, 2009-2010

## Presidenti
- Abbas Moradi (2002)
- Mojtaba Tabatabaei (2002-2003)
- Ahmad Shahryari (dal 2003)

## Allenatori
- Parviz Mazloumi (2002-2004)
- Milan Živadinović (2004-2005)
- Majid Jalali (2005)
- Mohammad Hossein Ziaei (2005-2006)
- Farhad Kazemi (2006)
- Mohammad Hossein Ziaei (dal 2006)